# Joelle Wallach
Joelle Wallach (* 29. Juni 1946 in New York City) ist eine US-amerikanische Komponistin und Musikpädagogin.
Wallach wuchs in Marokko auf. Sie nahm Unterricht in Klavier, Fagott, Violine, Gesang und Musiktheorie an der Preparatory Division an der Juilliard School of Music und studierte am Sarah Lawrence College, an der Columbia University und bei John Corigliano an der Manhattan School of Music. Sie ist Gastprofessorin an der University of North Texas.
1980 gewann Wallach mit dem Chorwerk On the Beach at Night Alone den Ersten Preis bei den Inter-American Music Awards. Ihr Oktett From the Forest of Chimneys wurde vom New York Philharmonic Ensemble zu dessen zehnjährigem Bestehen uraufgeführt. Für die New York Choral Society komponierte sie das Oratorium Toward a Time of Renewal. Ihr Ballett Glancing Below wurde 1994 uraufgeführt und im Folgejahr in das Repertoire des Hartford Ballet aufgenommen. Die Kammeroper The King's Twelve Moons wurde in New York sechzehnmal gespielt. Wallachs Streichquartett wurde 1997 von der American Composers Alliance für den
Pulitzer-Preis für Komposition nominiert.

## Werke
- The Firefighter's Prayer für Bariton und Streicher
- While Hope Remains für gemischten Chor, Kammerorchester, Tenor und Sprecher
- Why the Caged Bird Sings für Doppelchor, Horn und Klavier oder Streicher
- The Nightwatch two tiny love songs für hohe Stimme und Klavier oder Orchester
- In Memory the Heart Still Sings für Klarinette und Kammerorchester
- Orison of Ste Theresa für gemischten Chor, Streichorchester und Harfe
- Toward a Time of Renewal für Chor, vier Solostimmen und Kammerorchester
- Where Angels May Lie Down Among Us für Kammerorchester
- Shadow, Sighs and Songs of Longing für Cello und Orchester
- The Tiger's Tail für Orchester
- Psalm XXIII für gemischten Chor, Oboe und Streicher
- Moonlight in the Woods and Vacant Cities, lyrisches Diptychon für Kammerorchester
- Loveletter, (Postmark San Jose) für Tuba oder Euphonium und Streichorchester
- The Nightwatch, zwei Lieder für hohe Stimme und Kammerorchester
- The King's Twelve Moons, Kammeroper
- Simeni Kachotam al Libbecha, Set Me as a Seal Upon Your Heart für Mezzosopran und Kammerorchester
- The Assent of the Swallow für Kammerorchester, Stimmen und Erzähler
- Turbulence, Stillness and Saltation für Kammerorchester
- Glimpses für Orchester
- Glancing Below, Ballett
- The King's Twelve Moons, Kammeroper
- Lo in a Manger für Unisonochor und Orgel oder Klavier
- Spiritual Speculations für Vokalquartett oder Kammerchor
- The Clothes of Heaven für Vokalquartett oder Kammerchor
- Therefore für Vokalquartett oder Kammerchor
- La musica, los muertos y las estrellas für gemischten Chor a cappella
- Orison of Ste Theresa für gemischten Chor und Streichorchester
- Three Short Sacred Anthems für hohe Stimmen a cappella
- Incantation für gemischten Chor a cappella
- Five American Echoes für gemischten Chor a cappella
- Midnight Menageries für Chor und Klavier
- A Greenbriar Grace für Männerchor a cappella
- A Choral Theopneusty für gemischten Chor und Solisten
- The Oxen Carol für gemischten Chor a cappella
- Quietus für Frauenchor, Streicher und Harfe oder Klavier
- Plaint for a Prince and King für Männerstimmen, Bläser und Perkussion
- Three Whitman Visions für gemischten Chor a cappella
- On the Beach at Night Alone für gemischten Chor a cappella und Solostimme
- 30 Ecumenical Responses für gemischten Chor a cappella
- After Alcyon's Dream für Klarinette, Viola und Klavier
- String Quartet 1999
- A Revisitation 0f Myth four songs für Viola, Klavier und mittlere Stimme
- From the Forest of Chimneys, Oktett für Bläser und Streicher
- Glancing Below für Violine, Viola, Cello, Bass, Klavier, zwei Perkussionisten und Saxophon
- String Quartet (1995)
- Where Angels May Lie Down Among Us für Kammerensemble
- The Tiger's Tail für Klavierduo
- String Quartet (1986)
- Organal Voices für Vibraphon und Fagott
- Mourning Madrigals für Sopran, Tenor, Flöte und Harfe
- Beyond the Shadow of the Rain, Meditation für Streichtrio
- Seven Solioquies of Small Birds für Klarinette, Violine, Cello und Perkussion
- Sweet Briar Elegies für acht Celli und Sopransaxophon oder Klarinette
- Sticky Grimaces, Toothy Grins für Mallet percussion und Klavier
- Quintet for Clarinet and String Quartet
- Sextet für Flöte, Oboe, Klarinette, Fagott, Horn und Klavier
- Three Whitman Songs für mittlere Stimme, Klarinette, Horn und Cello oder Fagott
- Piano Trio, A Triad of Blessing
- Woodwind Quintet, O llama de amor viva
- Oneiros, the dream für Flöte, Klarinette, Violine, Cello und Klavier
- Yeatsongs of a Fool für Stimme, Streichquartett und zwei Perkussionisten
- The Kiss of Anima Mundi: a samba of moans and whispers für Perkussionsensemble
- Of Honey and of Vinegar für Mezzosopran und zwei Klaviere
- Quartet for Saxophones (To The Fore Publishers)
- Cords für Sopran und zwei Kontrabässe
- Movement für Streichquartett
- Post-Millenial Love Songs für hohe oder mittlere Stimme und Klavier
- Daughters of Silence, acht Lieder
- The Dream of Now, sechs Lieder
- Meow Mix several - songs for voice and piano by and about cats
- A Revisitation of Myth, vier Lieder für Viola, Klavier und mittlere Stimme
- La musica, los muertos y las estrellas für Vokalquartett
- Sin mananas, three Spanish songs für mittlere Stimme und Klavier
- Up into the Silence für Solostimme
- Mourning Madrigals für Sopran, Tenor, Flöte und Harfe
- The Door Standing Open, vier Lieder für Bariton und Klavier
- A Camel Lying on My Heart
- In This My Green, Green World, sechs grüne Liebeslieder für hohe Stimme und Klavier
- The Nightwatch, zwei Lieder für hohe Stimme und Kammerorchester oder Klavier
- Partings and Farewells, sieben Lieder für hohe Stimme und Klavier
- Songs for an Unborn Child für mittlere Stimme und Klavier
- Ephemeris, vier Lieder für mittlere Stimme und Klavier
- Who is that Stranger?
- Love in the Early Morning, two songs about making love to milkmen für Sopran und Klavier
- V'erastich li l'olam, ein biblisches Lieddeslied von Hosea für zwei Stimmen
- Cantares de los perdis für Stimme, Tuba und Crotales
- Of Honey and of Vinegar für mittlere Stimme und zwei Klaviere
- In a Dark Time für Horn und Klavier oder Kammerorchester
- Shadow, Sighs and Songs of Longing für Cello und Klavier oder Orchester
- Voices of the Iron Harp für Klavier
- A Wreath of Silver Birds, Solosuite für Flöte
- Sweet Briar Elegies für Sopransaxophon und Klavier oder Celloensemble
- Music for Manda für Gitarrenduo
- Wisps für Klavier
- Moment für Oboe